# Ракова (Винницкая область)
Ра́кова (укр. Ракова) — село на Украине, находится в Томашпольском районе Винницкой области.
Код КОАТУУ — 0523984801. Население по переписи 2001 года составляет 1075 человек. Почтовый индекс — 24262. Телефонный код — 4348.
Занимает площадь 3,42 км².

## Религия
В селе действует Свято-Троицкий храм Томашпольского благочиния Могилёв-Подольской епархии Украинской православной церкви.

## Адрес местного совета
24200, Винницкая область, Томашпольский р-н, с. Раково, ул. Советская, 102